# جون مكارثي (لاعب هوكي الجليد)
جون مكارثي (بالإنجليزية: John McCarthy)‏ هو لاعب هوكي الجليد أمريكي، ولد في 9 أغسطس 1986 في بوسطن في الولايات المتحدة.

## وصلات خارجية
- جون مكارثي على موقع دوري الهوكي الوطني (الإنجليزية)
- جون مكارثي على موقع EliteProspects.com (الإنجليزية)
- جون مكارثي على موقع Eurohockey.com (الإنجليزية)
- جون مكارثي على موقع HockeyDB.com (الإنجليزية)
- جون مكارثي على موقع Hockey-Reference.com (الإنجليزية)
- جون مكارثي على موقع أوليمبيديا (الإنجليزية)